# Hinigaran
Hinigaran is een gemeente in de Filipijnse provincie Negros Occidental. Bij de laatste census in 2007 had de gemeente bijna 81 duizend inwoners.

## Geografie

### Bestuurlijke indeling
Hinigaran is onderverdeeld in de volgende 24 barangays:
| - Anahaw - Aranda - Barangay I - Barangay II - Barangay III - Barangay IV - Bato - Calapi - Camalobalo - Camba-og - Cambugsa - Candumarao | - Gargato - Himaya - Miranda - Nanunga - Narauis - Palayog - Paticui - Pilar - Quiwi - Tagda - Tuguis - Baga-as |

## Demografie
Hinigaran had bij de census van 2007 een inwoneraantal van 80.528 mensen. Dit zijn 5.531 mensen (7,4%) meer dan bij de vorige census van 2000. De gemiddelde jaarlijkse groei komt daarmee uit op 0,99%, hetgeen lager is dan het landelijk jaarlijks gemiddelde over deze periode (2,04%). Vergeleken met de census van 1995 is het aantal mensen met 9.009 (12,6%) toegenomen.

## Geboren in Hinigaran
- Mariano Yulo (3 september 1873), gouverneur en senator (overleden 1929);
- Gil Montilla (11 september 1876), politicus en suikermagnaat (overleden 1946).